# Ніколаос Стратос
Ніколаос Стратос (грец. Νικόλαος Στράτος; 1872–1922) — прем'єр-міністр Греції упродовж кількох днів у травні 1922 року.

## Життєпис
Народився 1872 року в селі Лоутро (Етолія і Акарнанія). Вперше був обраний до грецького Парламенту 1902. 1909 року отримав пост міністра внутрішніх справ у кабінеті Кіріякуліса Мавроміхаліса. 1911 був обраний головою Парламенту.
1922 Греція переживала важкі часи, що стало наслідком провалу кампанії в Малій Азії. Тогочасний прем'єр, Дімітріос Гунаріс, втратив довіру та подав у відставку 16 травня, а король Костянтин I доручив Стратосу сформувати новий уряд. Стратос довго на посту глави уряду не протримався та за кілька днів передав владу Петросу Протопападакісу.
15 листопада того ж року Стратоса було страчено за вироком трибуналу за державну зраду, фактично — за поразку у греко-турецькій війні.